# Yu Kuo-hwa
Yu Kuo-hwa (chinois simplifié : 俞国华 ; chinois traditionnel : 俞國華 ; pinyin : Yú Guóhuá) (1914-2000) est un homme politique taïwanais qui fut Premier ministre de la république de Chine de 1984 à 1989.

## Biographie
Il fait des études à l'Université Tsinghua et sort diplômé de l'Université Harvard.  Il est président du conseil militaire national de Chine de 1936 à 1944. Il officie ensuite à la banque internationale de la reconstruction et du développement de 1947 à 1950. Il travaille au Fonds monétaire international de 1951 à 1955. En 1961 il est nommé président directeur général de la Banque de Chine jusqu'en 1967. Il est nommé ministre des finances puis deux ans plus tard ministre d'état et gouverneur de la banque centrale de la république de Chine jusqu'en 1984. Le 20 mai 1984 il est nommé premier ministre de Chine et forme un gouvernement. Il engage de profondes réformes démocratiques et libéralise l'économie. Il abroge en 1987 la loi martiale en vigueur depuis 1949. Il quitte son poste le 21 mai 1989. Il meurt de leucémie le 4 octobre 2000.

## Source
- Harris Lentz Heads of states and governments since 1945 éd. Routledge 2013 p. 178